# Communauté de communes du Val d'Or et Forêt
La communauté de communes du Val d'Or et Forêt est une ancienne communauté de communes française située dans le département du Loiret et la région Centre-Val de Loire.

## Composition
Elle est composée de six communes du canton d'Ouzouer-sur-Loire et deux communes du canton de Châteauneuf-sur-Loire :
| Nom                    | Code Insee | Gentilé     | Superficie (km2) | Population (dernière pop. légale) | Densité (hab./km2) |
| ---------------------- | ---------- | ----------- | ---------------- | --------------------------------- | ------------------ |
| Bonnée                 | 45039      | Bonnéens    | 11,61            | 687 (2014)                        | 59                 |
| Les Bordes             | 45042      | Bordiers    | 24,02            | 1 823 (2014)                      | 76                 |
| Bray-en-Val            | 45051      | Abraysiens  | 22,32            | 1 414 (2014)                      | 63                 |
| Dampierre-en-Burly     | 45122      | Dampierrois | 47,44            | 1 368 (2014)                      | 29                 |
| Germigny-des-Prés      | 45153      | Germignons  | 9,78             | 751 (2014)                        | 77                 |
| Ouzouer-sur-Loire      | 45244      | Oratoriens  | 34,27            | 2 722 (2014)                      | 79                 |
| Saint-Aignan-des-Gués  | 45267      |             | 3,84             | 338 (2014)                        | 88                 |
| Saint-Benoît-sur-Loire | 45270      | Bénédictins | 18,27            | 2 067 (2014)                      | 113                |

Ces communes, à l'exception de Germigny-des-Prés, appartiennent également au SIVOM du Collège des Bordes.

## Compétences
- Aménagement de l'espace communautaire
- Développement économique

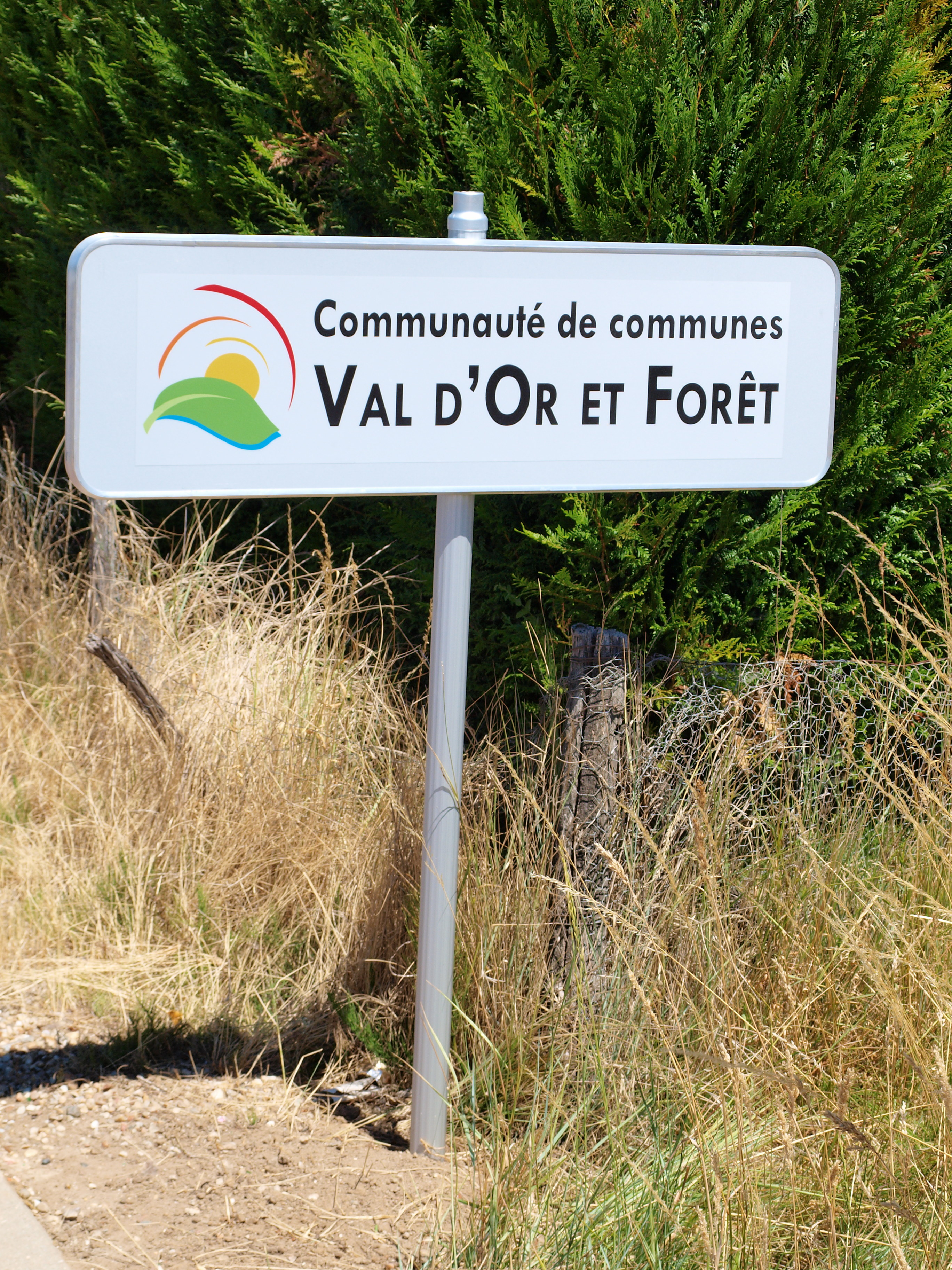
Panneau de la communauté à la limite entre les communes de Bonnée et Saint-Père-sur-Loire

- Politique du logement et cadre de vie
- Construction, entretien et fonctionnement d'équipements culturels, sportifs et de loisirs
- Protection et mise en valeur de l'environnement
- Création, aménagement et entretien de voirie
- Action sociale
- Tourisme
- Sécurité
- Réalisation de prestations de services

## Historique
Le périmètre de la future structure est arrêté le 23 septembre 2002.
La communauté de communes du canton d'Ouzouer-sur-Loire est créée le 18 décembre 2002.
La structure prend une nouvelle appellation le 18 mai 2004.
Les communes de Germigny-des-Prés et Saint-Aignan-des-Gués adhèrent le 23 janvier 2006.
Dans un communiqué de presse daté du 17 mars 2016 et intitulé « Le nouveau schéma départemental de coopération intercommunale du Loiret », la préfecture du Loiret annonce la fusion de la communauté de communes du Sullias et de la communauté de communes du Val d'Or et Forêt à compter du 1er janvier 2017 au sein de la communauté de communes du Val de Sully à laquelle est ajoutée la commune de Vannes-sur-Cosson.